# Кубок Англії з футболу 1961—1962
Кубок Англії з футболу 1961—1962 — 81-й розіграш найстарішого футбольного турніру у світі, Кубка виклику Футбольної Асоціації, також відомого як Кубок Англії. Вчетверте титул здобув Тоттенгем Готспур (вдруге поспіль).

## Перший раунд
| Дата                      | Господарі            | Рахунок | Гості                  |
| ------------------------- | -------------------- | ------- | ---------------------- |
| 4 листопада               | Честер Сіті          | 4:1     | Ашингтон               |
| 4 листопада               | Дарлінгтон           | 0:4     | Карлайл Юнайтед        |
| 4 листопада               | Борнмут              | 0:3     | Маргейт                |
| 4 листопада               | Бристоль Сіті        | 1:1     | Герефорд Юнайтед       |
| 8 листопада Перегравання  | Герефорд Юнайтед     | 2:5     | Бристоль Сіті          |
| 4 листопада               | Рочдейл              | 2:0     | Галіфакс Таун          |
| 4 листопада               | Веймут               | 1:0     | Барнет                 |
| 4 листопада               | Редінг               | 1:1     | Ньюпорт Каунті         |
| 6 листопада Перегравання  | Ньюпорт Каунті       | 1:0     | Редінг                 |
| 4 листопада               | Ноттс Каунті         | 4:2     | Йовіл Таун             |
| 4 листопада               | Кру Александра       | 2:0     | Лінкольн Сіті          |
| 4 листопада               | Свіндон Таун         | 2:2     | Кеттерінг Таун         |
| 8 листопада Перегравання  | Кеттерінг Таун       | 3:0     | Свіндон Таун           |
| 4 листопада               | Шрусбері Таун        | 7:1     | Банбері Юнайтед        |
| 4 листопада               | Донкастер Роверз     | 0:4     | Честерфілд             |
| 4 листопада               | Рексем               | 3:2     | Барроу                 |
| 4 листопада               | Брірлі Гілл Альянс   | 3:0     | Грантем                |
| 4 листопада               | Транмер Роверз       | 2:3     | Ґейтсгед               |
| 4 листопада               | Стокпорт Каунті      | 0:1     | Аккрінгтон Стенлі      |
| 4 листопада               | Вікем Вондерерз      | 0:0     | Ашфорд Таун            |
| 8 листопада Перегравання  | Ашфорд Таун          | 3:0     | Вікем Вондерерз        |
| 4 листопада               | Брентфорд            | 3:0     | Оксфорд Юнайтед        |
| 4 листопада               | Нортгемптон Таун     | 2:0     | Міллволл               |
| 4 листопада               | Ковентрі Сіті        | 2:0     | Джиллінгем             |
| 4 листопада               | Бредфорд Сіті        | 1:0     | Йорк Сіті              |
| 4 листопада               | Галл Сіті            | 5:0     | Ріл                    |
| 4 листопада               | Олдем Атлетік        | 5:2     | Шилдон                 |
| 4 листопада               | Вест Окленд Таун     | 3:3     | Барнслі                |
| 8 листопада Перегравання  | Барнслі              | 2:0     | Вест Окленд Таун       |
| 4 листопада               | Крістал Пелес        | 3:0     | Портсмут               |
| 4 листопада               | Саутенд Юнайтед      | 0:2     | Вотфорд                |
| 4 листопада               | Бредфорд Парк-Авеню  | 0:1     | Порт Вейл              |
| 4 листопада               | Ексетер Сіті         | 3:3     | Дартфорд               |
| 8 листопада Перегравання  | Дартфорд             | 2:1     | Ексетер Сіті           |
| 4 листопада               | Гартліпул Юнайтед    | 5:1     | Блайт Спартанс         |
| 4 листопада               | Менсфілд Таун        | 3:2     | Грімсбі Таун           |
| 4 листопада               | Саутпорт             | 1:0     | Нортвіч Вікторія       |
| 4 листопада               | Моркем               | 2:1     | Саут Шилдс             |
| 4 листопада               | Торкі Юнайтед        | 5:1     | Гарвіч-енд-Паркстон    |
| 4 листопада               | Воркінгтон           | 2:0     | Ворксоп Таун           |
| 4 листопада               | Волтемстоу Авеню     | 2:3     | Ромфорд                |
| 4 листопада               | Олдершот             | 3:1     | Танбрідж Веллс Юнайтед |
| 4 листопада               | Пітерборо Юнайтед    | 3:3     | Колчестер Юнайтед      |
| 6 листопада Перегравання  | Колчестер Юнайтед    | 2:2     | Пітерборо Юнайтед      |
| 13 листопада Перегравання | Пітерборо Юнайтед    | 3:0     | Колчестер Юнайтед      |
| 4 листопада               | Челмсфорд Сіті       | 1:2     | Кінгс-Лінн             |
| 4 листопада               | Баррі Таун           | 1:1     | Квінз Парк Рейнджерс   |
| 8 листопада Перегравання  | Квінз Парк Рейнджерс | 7:0     | Баррі Таун             |
| 4 листопада               | Бріджвотер Юнайтед   | 0:0     | Вестон-сьюпер-Мейр     |
| 8 листопада Перегравання  | Вестон-сьюпер-Мейр   | 0:1     | Бріджвотер Юнайтед     |

## Другий раунд
До другого раунду увійшли переможці першого раунду. 
| Дата                      | Господарі          | Рахунок | Гості                |
| ------------------------- | ------------------ | ------- | -------------------- |
| 25 листопада              | Ашфорд Таун        | 0:3     | Квінз Парк Рейнджерс |
| 25 листопада              | Честер Сіті        | 0:1     | Моркем               |
| 25 листопада              | Честерфілд         | 2:2     | Олдем Атлетік        |
| 29 листопада Перегравання | Олдем Атлетік      | 4:2     | Честерфілд           |
| 25 листопада              | Бристоль Сіті      | 8:2     | Дартфорд             |
| 25 листопада              | Рочдейл            | 1:2     | Рексем               |
| 25 листопада              | Веймут             | 1:0     | Ньюпорт Каунті       |
| 25 листопада              | Кру Александра     | 1:1     | Порт Вейл            |
| 27 листопада Перегравання | Порт Вейл          | 3:0     | Кру Александра       |
| 25 листопада              | Шрусбері Таун      | 3:0     | Брірлі Гілл Альянс   |
| 25 листопада              | Барнслі            | 1:2     | Карлайл Юнайтед      |
| 25 листопада              | Нортгемптон Таун   | 3:0     | Кеттерінг Таун       |
| 25 листопада              | Ковентрі Сіті      | 1:2     | Кінгс-Лінн           |
| 25 листопада              | Галл Сіті          | 0:2     | Бредфорд Сіті        |
| 25 листопада              | Гартліпул Юнайтед  | 2:1     | Аккрінгтон Стенлі    |
| 25 листопада              | Маргейт            | 1:1     | Ноттс Каунті         |
| 30 листопада Перегравання | Ноттс Каунті       | 3:1     | Маргейт              |
| 25 листопада              | Саутпорт           | 4:2     | Менсфілд Таун        |
| 25 листопада              | Торкі Юнайтед      | 1:4     | Пітерборо Юнайтед    |
| 25 листопада              | Олдершот           | 2:2     | Брентфорд            |
| 30 листопада Перегравання | Брентфорд          | 2:0     | Олдершот             |
| 25 листопада              | Ромфорд            | 1:3     | Вотфорд              |
| 25 листопада              | Ґейтсгед           | 0:2     | Воркінгтон           |
| 25 листопада              | Бріджвотер Юнайтед | 0:3     | Крістал Пелес        |

## Третій раунд
| Дата                  | Господарі                | Рахунок | Гості                |
| --------------------- | ------------------------ | ------- | -------------------- |
| 6 січня               | Блекпул                  | 0:0     | Вест-Бромвіч Альбіон |
| 10 січня Перегравання | Вест-Бромвіч Альбіон     | 2:1     | Блекпул              |
| 6 січня               | Бристоль Сіті            | 0:0     | Волсолл              |
| 9 січня Перегравання  | Волсолл                  | 4:1     | Бристоль Сіті        |
| 6 січня               | Бернлі                   | 2:1     | Квінз Парк Рейнджерс |
| 6 січня               | Бері                     | 0:0     | Шеффілд Юнайтед      |
| 10 січня Перегравання | Шеффілд Юнайтед          | 2:2     | Бері                 |
| 15 січня Перегравання | Бері                     | 0:2     | Шеффілд Юнайтед      |
| 6 січня               | Ліверпуль                | 4:3     | Челсі                |
| 6 січня               | Престон Норт-Енд         | 3:2     | Вотфорд              |
| 6 січня               | Саутгемптон              | 2:2     | Сандерленд           |
| 10 січня Перегравання | Сандерленд               | 3:0     | Саутгемптон          |
| 6 січня               | Ноттс Каунті             | 0:1     | Манчестер Сіті       |
| 6 січня               | Астон Вілла              | 4:3     | Крістал Пелес        |
| 6 січня               | Евертон                  | 4:0     | Кінгс-Лінн           |
| 6 січня               | Іпсвіч Таун              | 1:1     | Лутон Таун           |
| 10 січня Перегравання | Лутон Таун               | 1:1     | Іпсвіч Таун          |
| 15 січня Перегравання | Іпсвіч Таун              | 5:1     | Лутон Таун           |
| 6 січня               | Ньюкасл Юнайтед          | 0:1     | Пітерборо Юнайтед    |
| 6 січня               | Фулгем                   | 3:1     | Гартліпул Юнайтед    |
| 6 січня               | Брентфорд                | 1:1     | Лейтон Орієнт        |
| 8 січня Перегравання  | Лейтон Орієнт            | 2:1     | Брентфорд            |
| 6 січня               | Бристоль Роверз          | 1:1     | Олдем Атлетік        |
| 10 січня Перегравання | Олдем Атлетік            | 2:0     | Бристоль Роверз      |
| 6 січня               | Брайтон енд Гоув Альбіон | 0:3     | Блекберн Роверз      |
| 6 січня               | Манчестер Юнайтед        | 2:1     | Болтон Вондерерз     |
| 6 січня               | Плімут Аргайл            | 3:0     | Вест Гем Юнайтед     |
| 6 січня               | Порт Вейл                | 3:1     | Нортгемптон Таун     |
| 6 січня               | Чарльтон Атлетік         | 1:0     | Сканторп Юнайтед     |
| 6 січня               | Арсенал                  | 3:0     | Бредфорд Сіті        |
| 6 січня               | Моркем                   | 0:1     | Веймут               |
| 6 січня               | Лідс Юнайтед             | 2:2     | Дербі Каунті         |
| 10 січня Перегравання | Дербі Каунті             | 3:1     | Лідс Юнайтед         |
| 6 січня               | Воркінгтон               | 1:2     | Ноттінгем Форест     |
| 6 січня               | Бірмінгем Сіті           | 3:3     | Тоттенгем Готспур    |
| 10 січня Перегравання | Тоттенгем Готспур        | 4:2     | Бірмінгем Сіті       |
| 8 січня               | Вулвергемптон Вондерерз  | 3:1     | Карлайл Юнайтед      |
| 9 січня               | Шеффілд Венсдей          | 1:0     | Свонсі Сіті          |
| 9 січня               | Гаддерсфілд Таун         | 4:3     | Ротергем Юнайтед     |
| 9 січня               | Саутпорт                 | 1:3     | Шрусбері Таун        |
| 10 січня              | Лестер Сіті              | 1:1     | Сток Сіті            |
| 15 січня Перегравання | Сток Сіті                | 5:2     | Лестер Сіті          |
| 10 січня              | Мідлсбро                 | 1:0     | Кардіфф Сіті         |
| 10 січня              | Норвіч Сіті              | 3:1     | Рексем               |

## Четвертий раунд
У цьому раунді зіграли переможці попереднього етапу.
| Дата                  | Господарі               | Рахунок | Гості                |
| --------------------- | ----------------------- | ------- | -------------------- |
| 27 січня              | Ноттінгем Форест        | 0:2     | Шеффілд Венсдей      |
| 27 січня              | Астон Вілла             | 2:1     | Гаддерсфілд Таун     |
| 27 січня              | Вулвергемптон Вондерерз | 1:2     | Вест-Бромвіч Альбіон |
| 27 січня              | Сандерленд              | 0:0     | Порт Вейл            |
| 31 січня Перегравання | Порт Вейл               | 3:1     | Сандерленд           |
| 27 січня              | Евертон                 | 2:0     | Манчестер Сіті       |
| 27 січня              | Шрусбері Таун           | 2:2     | Мідлсбро             |
| 31 січня Перегравання | Мідлсбро                | 5:1     | Шрусбері Таун        |
| 27 січня              | Фулгем                  | 2:2     | Волсолл              |
| 30 січня Перегравання | Волсолл                 | 0:2     | Фулгем               |
| 27 січня              | Норвіч Сіті             | 1:1     | Іпсвіч Таун          |
| 30 січня Перегравання | Іпсвіч Таун             | 1:2     | Норвіч Сіті          |
| 27 січня              | Плімут Аргайл           | 1:5     | Тоттенгем Готспур    |
| 27 січня              | Олдем Атлетік           | 1:2     | Ліверпуль            |
| 27 січня              | Чарльтон Атлетік        | 2:1     | Дербі Каунті         |
| 27 січня              | Сток Сіті               | 0:1     | Блекберн Роверз      |
| 27 січня              | Пітерборо Юнайтед       | 1:3     | Шеффілд Юнайтед      |
| 29 січня              | Престон Норт-Енд        | 2:0     | Веймут               |
| 30 січня              | Бернлі                  | 1:1     | Лейтон Орієнт        |
| 6 лютого Перегравання | Лейтон Орієнт           | 0:1     | Бернлі               |
| 31 січня              | Манчестер Юнайтед       | 1:0     | Арсенал              |

## П'ятий раунд
На цьому етапі зіграли переможці попереднього раунду.
| Дата                   | Господарі            | Рахунок | Гості             |
| ---------------------- | -------------------- | ------- | ----------------- |
| 17 лютого              | Бернлі               | 3:1     | Евертон           |
| 17 лютого              | Ліверпуль            | 0:0     | Престон Норт-Енд  |
| 20 лютого Перегравання | Престон Норт-Енд     | 0:0     | Ліверпуль         |
| 26 лютого Перегравання | Ліверпуль            | 0:1     | Престон Норт-Енд  |
| 17 лютого              | Блекберн Роверз      | 2:1     | Мідлсбро          |
| 17 лютого              | Манчестер Юнайтед    | 0:0     | Шеффілд Венсдей   |
| 21 лютого Перегравання | Шеффілд Венсдей      | 0:2     | Манчестер Юнайтед |
| 17 лютого              | Астон Вілла          | 2:1     | Чарльтон Атлетік  |
| 17 лютого              | Вест-Бромвіч Альбіон | 2:4     | Тоттенгем Готспур |
| 17 лютого              | Шеффілд Юнайтед      | 3:1     | Норвіч Сіті       |
| 17 лютого              | Фулгем               | 1:0     | Порт Вейл         |

## Шостий раунд
На цьому етапі зіграли переможці попереднього раунду.
| Дата                    | Господарі         | Рахунок | Гості             |
| ----------------------- | ----------------- | ------- | ----------------- |
| 10 березня              | Фулгем            | 2:2     | Блекберн Роверз   |
| 14 березня Перегравання | Блекберн Роверз   | 0:1     | Фулгем            |
| 10 березня              | Престон Норт-Енд  | 0:0     | Манчестер Юнайтед |
| 14 березня Перегравання | Манчестер Юнайтед | 2:1     | Престон Норт-Енд  |
| 10 березня              | Тоттенгем Готспур | 2:0     | Астон Вілла       |
| 10 березня              | Шеффілд Юнайтед   | 0:1     | Бернлі            |

## Півфінали
У півфіналах зіграли команди, що перемогли на попередньому етапі.
| Дата                  | Господарі         | Рахунок | Гості             |
| --------------------- | ----------------- | ------- | ----------------- |
| 31 березня            | Бернлі            | 1:1     | Фулгем            |
| 9 квітня Перегравання | Фулгем            | 1:2     | Бернлі            |
| 31 березня            | Тоттенгем Готспур | 3:1     | Манчестер Юнайтед |

## Фінал
| 5 травня 1962 |

| Тоттенгем Готспур                        | 3:1      | Бернлі     |
| ---------------------------------------- | -------- | ---------- |
| Грівз 3' Сміт 51' Бланчфлауер 80' (пен.) | Протокол | Робсон 50' |

| Вемблі, Лондон Глядачів: 100 000 Арбітр: Джим Фінні |